# Eupithecia hebudium
Eupithecia hebudium là một loài bướm đêm trong họ Geometridae.